# Lorenzo Benati
Lorenzo Benati (* 5. April 2002 in Rom) ist ein italienischer Leichtathlet, der sich auf den 400-Meter-Lauf spezialisiert hat.

## Leben
Lorenzo Benati stammt aus einer leichtathletikbegeisterten Familie. Seine Eltern traten einst in Wettkämpfen über die Mittelstrecken an. Zunächst betrieb er Volleyball und Tennis, bevor er zur Leichtathletik wechselte. Zu Beginn seiner Leichtathletiklaufbahn verbesserte er mehrere nationale Rekord im Jugend- und Juniorenbereich. Benati besuchte eine Schule mit wissenschaftlichen Profil. Nach dem Abschluss nahm er ein Medizinstudium in Sapienza auf.

## Sportliche Laufbahn
Benati sammelte während der Saison 2017 erste internationale Erfahrung, nachdem er im Juli beim Europäischen Olympischen Jugendfestival in Győr an den Start ging. Dabei zog er im 200-Meter-Lauf in das Finale ein, wurde darin allerdings anschließend disqualifiziert. 2018 siegte er sowohl in der Halle als auch in der Freiluft bei den Italienischen U18-Meisterschaften, jeweils über 400 Meter. Anfang Juli trat er, ebenfalls in Győr, bei den U18-Europameisterschaften an und konnte über 400 Meter die Goldmedaille gewinnen. Nur einen Tag später bestritt er, zusammen mit seinen Teamkollegen, den Staffelwettbewerb und gewann eine weitere Goldmedaille. Eine Woche später reiste er als Teil der 4-mal-400-Meter-Staffel nach Tampere zu den U20-Weltmeisterschaften. Er war daran beteiligt, dass die Staffel das Finale erreichte, für das er dann einem anderen Athleten weichen musste. Man gewann schließlich die Goldmedaille. Mitte Oktober nahm er in Buenos Aires an den Olympischen Jugendspielen im 400-Meter-Lauf teil. Als Sieger seines Vorlaufes qualifizierte er sich für das Finale der Zeitschnellsten Athleten, das er als Fünfter beendete. Mit der Addition der beiden Laufzeiten kam er ebenfalls auf den fünften Platz.
2019 gewann Benati erneut in der Halle und der Freiluft zwei Goldmedaillen bei den U18-Meisterschaften Italiens, wobei er mit 47,74 s einen neuen nationalen U18-Hallanrekord lief. Im Juli trat er in Schweden bei den U20-Europameisterschaften an. Er qualifizierte sich über 400 Meter für das Finale, kam darin allerdings nicht über den achten Platz hinaus. Mit der Staffel verpasste er einen Tag später nur knapp eine Medaille. 2020 gewann Benati die Silbermedaille bei den Italienischen Meisterschaften der Erwachsenen. Im Sommer gewann er Bronze bei den Meisterschaften in der Freiluft. Später im September stellte er bei seinem Sieg bei den nationalen U20-Meisterschaften in 46,30 s eine neue Bestzeit auf. Im Februar 2021 lief er im Finale der U20-Hallenmeisterschaften Italiens in 47,11 s einen neuen nationalen U20-Hallenrekord und qualifizierte sich damit auch für die Halleneuropameisterschaften in Toruń, seine ersten internationalen Meisterschaften im Erwachsenenbereich. Als Vierter seines Vorlaufes verpasste er den Einzug in die nächste Runde. Anfang Mai nahm er, ebenfalls in Polen, an den World Athletics Relays mit der 4-mal-400-Meter-Staffel teil. Als Vierte verpasste man den Sprung auf die Medaillenränge nur sehr knapp. Mitte Juli verbesserte er bei den U20-Europameisterschaften in Tallinn seine persönliche Bestzeit auf 46,27 s, womit er die Silbermedaille gewinnen konnte. Im August trat er in Nairobi zum zweiten Mal bei den U20-Weltmeisterschaften an und belegte mit neuer Bestzeit von 46,06 im Finale über 400 Meter den sechsten Platz. Mit der 4-mal-400-Meter-Staffel wurde er anschließend Achter.
2022 nahm Benati mit der italienischen Mixedstaffel an seinen ersten Weltmeisterschaften bei den Erwachsenen teil. Als Viertplatzierte des ersten Vorlaufs erreichte man das Finale, das man schließlich auf dem siebten Platz beendete. Zum Abschluss der Weltmeisterschaften startete er zudem im Vorlauf mit der Männerstaffel, wobei man als insgesamt Zehntplatzierte nach den Vorläufen den Einzug in das Finale verpasste. Einen Monat später trat er bei den Europameisterschaften in München an, schied dort allerdings bereits nach den Vorläufen aus. 2023 steigerte Benati seine 400-Meter-Bestzeit auf 45,53 s. Im Juli trat er im finnischen Espoo bei den U23-Europameisterschaften an. Dort belegte er im Finale den fünften Platz. Zum Abschluss der Europameisterschaften konnte er, zusammen mit seinen Teamkollegen, die Goldmedaille im 4-mal-400-Meter-Staffellauf gewinnen. Einen Monat später trat er in Budapest zum zweiten Mal nach 2022 bei den Weltmeisterschaften an. Er war Teil der italienischen 4-mal-400-Meter-Mixed-Staffel. Das Quartett verpasste mit dem sechsten Platz in seinem Vorlauf den Einzug in das Finale. Mit der Männer-4-mal-400-Meter-Staffel belegte er zum Abschluss der Weltmeisterschaften den siebten Platz.

## Wichtige Wettbewerbe
| Jahr                | Veranstaltung               | Ort                 | Platz               | Disziplin           | Zeit                               |
| Startet für Italien | Startet für Italien         | Startet für Italien | Startet für Italien | Startet für Italien | Startet für Italien                |
| ------------------- | --------------------------- | ------------------- | ------------------- | ------------------- | ---------------------------------- |
| 2018                | U18-Europameisterschaften   | Győr                | 1.                  | 400 m               | 46,85 s                            |
| 2018                | U18-Europameisterschaften   | Győr                | 1.                  | Staffelwettbewerb   | 1:53,01 min                        |
| 2018                | U20-Weltmeisterschaften     | Tampere             | 1.                  | 4 × 400 m           | 3:08,35 min (Vorlauf)              |
| 2018                | Olympische Jugendspiele     | Buenos Aires        | 5.                  | 400 m               | 48,00 s (Bestzeit aus zwei Läufen) |
| 2019                | U20-Europameisterschaften   | Borås               | 8.                  | 400 m               | 47,23 s                            |
| 2019                | U20-Europameisterschaften   | Borås               | 4.                  | 4 × 400 m           | 3:08,76 min                        |
| 2021                | Halleneuropameisterschaften | Toruń               | 43.                 | 400 m               | 48,24 s                            |
| 2021                | World Athletics Relays      | Chorzów             | 4.                  | 4 × 400 m           | 3:05,11 min                        |
| 2021                | U20-Europameisterschaften   | Tallinn             | 2.                  | 400 m               | 46,27 s                            |
| 2021                | U20-Weltmeisterschaften     | Nairobi             | 6.                  | 400 m               | 46,06 s                            |
| 2021                | U20-Weltmeisterschaften     | Nairobi             | 8.                  | 4 × 400 m           | 3:13,16 min                        |
| 2022                | Weltmeisterschaften         | Eugene              | 7.                  | 4 × 400 m Mixed     | 3:16,45 min                        |
| 2022                | Weltmeisterschaften         | Eugene              | 10.                 | 4 × 400 m           | 3:03,43 min                        |
| 2022                | Europameisterschaften       | München             | 21.                 | 400 m               | 46,26 s                            |
| 2023                | U23-Europameisterschaften   | Espoo               | 5.                  | 400 m               | 45,70 s                            |
| 2023                | U23-Europameisterschaften   | Espoo               | 1.                  | 4 × 400 m           | 3:02,49 min                        |
| 2023                | Weltmeisterschaften         | Budapest            | 13.                 | 4 × 400 m Mixed     | 3:14,56 min                        |
| 2023                | Weltmeisterschaften         | Budapest            | 7.                  | 4 × 400 m           | 3:01,23 min                        |

## Persönliche Bestleistungen
Freiluft
- 400 m: 45,39 s, 30. Juli 2023, Molfetta

Halle
- 400 m: 46,91 s, 19. Februar 2023, Ancona